# فورست ك. فيرغسون
فورست ك. فيرغسون (بالإنجليزية: Forest K. Ferguson)‏ (21 يونيو 1919 في الولايات المتحدة - 15 مايو 1954 بكورال غيبلز في الولايات المتحدة) هو منافس ألعاب قوى ولاعب كرة قدم أمريكية وملاكم أمريكي.